# (35674) 1998 VC32
1998 VC32 (asteroide 35674) é um asteroide da cintura principal. Possui uma excentricidade de 0.10337770 e uma inclinação de 20.11505º.
Este asteroide foi descoberto no dia 14 de novembro de 1998 por LINEAR em Socorro.